# Катарач (Пишминський міський округ)
Катара́ч (рос. Катарач) — присілок у складі Пишминського міського округу Свердловської області.
Населення — 103 особи (2010, 149 у 2002).
Національний склад станом на 2002 рік: росіяни — 97 %.